# Sphrageidus variabilina
Sphrageidus variabilina är en fjärilsart som beskrevs av Felix Bryk 1949. Sphrageidus variabilina ingår i släktet Sphrageidus och familjen tofsspinnare. Inga underarter finns listade i Catalogue of Life.